# Gishi
Gishi (in armeno Գիշի?), in azero Kiş),  è una comunità rurale del distretto di Xocavənd, in Azerbaigian, fino al 2024 appartenente alla regione di Martuni, nella repubblica dell'Artsakh (precedentemente al 2017 denominata repubblica del Nagorno Karabakh).
Il paese nel 2005 contava oltre milleduecento abitanti ed è situato a pochi chilometri dal capoluogo regionale.